# Kalcitoninski receptor
Kalcitoninski receptor (CT) je G protein spregnuti receptor za koji se vezuje peptidni hormon kalcitonin. On učestvuje u održavanju kalcijumske homeostaze, posebno u pogledu formiranja kostiju i metabolizma.
CT deluje putem aktivacije G-proteina  i  često nađenih na osteoklastima, na ćelijama u bubregu, i na ćelijama u brojnim regionima mozga.. On takođe može da utiče na jajnike i testise.
Funkcija CT receptora je posredovana interakcijom sa modifikujućim protenima receptorske aktivnosti, čime se formiraju multimerni amilinski receptori AMY1 (, i .

## Interakcije
Kalcitoninski receptor formira interakcije sa apolipoproteinom B i .

## Literatura
- Pondel M (2001). „Calcitonin and calcitonin receptors: bone and beyond”. International journal of experimental pathology. 81 (6): 405—22. PMID 11298188. doi:10.1046/j.1365-2613.2000.00176.x.
- Gorn AH; Lin HY; Yamin M;  . (1992). „Cloning, characterization, and expression of a human calcitonin receptor from an ovarian carcinoma cell line”. J. Clin. Invest. 90 (5): 1726—35. PMC 443230 . PMID 1331173. doi:10.1172/JCI116046.
- Albrandt K; Brady EM; Moore CX;  . (1995). „Molecular cloning and functional expression of a third isoform of the human calcitonin receptor and partial characterization of the calcitonin receptor gene”. Endocrinology. 136 (12): 5377—84. PMID 7588285. doi:10.1210/en.136.12.5377.
- Egerton M; Needham M; Evans S;  . (1995). „Identification of multiple human calcitonin receptor isoforms: heterologous expression and pharmacological characterization”. J. Mol. Endocrinol. 14 (2): 179—89. PMID 7619207. doi:10.1677/jme.0.0140179.
- Nussenzveig DR, Mathew S, Gershengorn MC (1995). „Alternative splicing of a 48-nucleotide exon generates two isoforms of the human calcitonin receptor”. Endocrinology. 136 (5): 2047—51. PMID 7720653. doi:10.1210/en.136.5.2047.
- Nakamura M; Hashimoto T; Nakajima T;  . (1995). „A new type of human calcitonin receptor isoform generated by alternative splicing”. Biochem. Biophys. Res. Commun. 209 (2): 744—51. PMID 7733946. doi:10.1006/bbrc.1995.1562.
- Pérez Jurado LA, Li X, Francke U (1995). „The human calcitonin receptor gene (CALCR) at 7q21.3 is outside the deletion associated with the Williams syndrome”. Cytogenet. Cell Genet. 70 (3–4): 246—9. PMID 7789182. doi:10.1159/000134044.
- Nussenzveig DR, Thaw CN, Gershengorn MC (1994). „Inhibition of inositol phosphate second messenger formation by intracellular loop one of a human calcitonin receptor. Expression and mutational analysis of synthetic receptor genes”. J. Biol. Chem. 269 (45): 28123—9. PMID 7961748.
- Kuestner RE; Elrod RD; Grant FJ;  . (1994). „Cloning and characterization of an abundant subtype of the human calcitonin receptor”. Mol. Pharmacol. 46 (2): 246—55. PMID 8078488.
- Frendo JL; Pichaud F; Mourroux RD;  . (1994). „An isoform of the human calcitonin receptor is expressed in TT cells and in medullary carcinoma of the thyroid”. FEBS Lett. 342 (2): 214—6. PMID 8143880. doi:10.1016/0014-5793(94)80503-2.
- Masi L; Becherini L; Gennari L;  . (1998). „Allelic variants of human calcitonin receptor: distribution and association with bone mass in postmenopausal Italian women”. Biochem. Biophys. Res. Commun. 245 (2): 622—6. PMID 9571205. doi:10.1006/bbrc.1998.8445.
- Taboulet J; Frenkian M; Frendo JL;  . (1999). „Calcitonin receptor polymorphism is associated with a decreased fracture risk in post-menopausal women”. Hum. Mol. Genet. 7 (13): 2129—33. PMID 9817931. doi:10.1093/hmg/7.13.2129.
- Christopoulos G; Perry KJ; Morfis M;  . (1999). „Multiple amylin receptors arise from receptor activity-modifying protein interaction with the calcitonin receptor gene product”. Mol. Pharmacol. 56 (1): 235—42. PMID 10385705.
- Nishikawa T, Ishikawa H, Yamamoto S, Koshihara Y (2000). „A novel calcitonin receptor gene in human osteoclasts from normal bone marrow”. FEBS Lett. 458 (3): 409—14. PMID 10570950. doi:10.1016/S0014-5793(99)01176-X.
- Beaudreuil J; Taboulet J; Orcel P;  . (2000). „Calcitonin receptor mRNA in mononuclear leucocytes from postmenopausal women: decrease during osteoporosis and link to bone markers with specific isoform involvement”. Bone. 27 (1): 161—8. PMID 10865224. doi:10.1016/S8756-3282(00)00305-7.
- Wada S; Yasuda S; Nagai T;  . (2001). „Regulation of calcitonin receptor by glucocorticoid in human osteoclast-like cells prepared in vitro using receptor activator of nuclear factor-kappaB ligand and macrophage colony-stimulating factor”. Endocrinology. 142 (4): 1471—8. PMID 11250927. doi:10.1210/en.142.4.1471.
- Ogden CA; deCathelineau A; Hoffmann PR;  . (2001). „C1q and Mannose Binding Lectin Engagement of Cell Surface Calreticulin and Cd91 Initiates Macropinocytosis and Uptake of Apoptotic Cells”. J. Exp. Med. 194 (6): 781—95. PMC 2195958 . PMID 11560994. doi:10.1084/jem.194.6.781.
- Nosaka Y; Tachi Y; Shimpuku H;  . (2002). „Association of calcitonin receptor gene polymorphism with early marginal bone loss around endosseous implants”. The International journal of oral & maxillofacial implants. 17 (1): 38—43. PMID 11858573.
- Strausberg RL; Feingold EA; Grouse LH;  . (2003). „Generation and initial analysis of more than 15,000 full-length human and mouse cDNA sequences”. Proc. Natl. Acad. Sci. U.S.A. 99 (26): 16899—903. PMC 139241 . PMID 12477932. doi:10.1073/pnas.242603899.

## Spoljašnje veze
- „Calcitonin Receptors”. IUPHAR Database of Receptors and Ion Channels. International Union of Basic and Clinical Pharmacology.
- Calcitonin+receptors на 